# Alfonso Molina
Alfonso Molina (Sonora, México, 1980) es un compositor mexicano de opera, música orquestal, cine y otros medios audiovisuales. Su trabajo ha sido estrenado en México, Estados Unidos, España, la República Checa, los Países Bajos, entre otros.

## Biografía
Molina utiliza elementos y técnicas expresivas de los siglos XX y XXI además de sonidos electrónicos y otros medios audiovisuales para incorporarlos a sus composiciones. Ha sido recipiente de varias becas importantes incluyendo ASCAP (American Society of Composers and Authors), Columbia University, el Sistema Nacional de Creadores de Arte (SNCA), el Fondo Nacional De la Cultura y Las Artes (FONCA-CONACYT), La Fundación Carolina, el PECDA, entre otras. Recientemente, fue invitado por la universidad de Harvard, para presentar su musical mexicoamericano, titulado Monarch, que lo hace ser el primer musical, que llega al auditorio John Knowles Paine Hall, con una temática migratoria. Su trabajo ha sido interpretado por el cuarteto arcano, el Mivos Quartet, Bratislava Symphony Orchestra AtonalHits, Associated Musicians from Create New York (AMF Local 802)/RMA, la Orquesta de Cámara de Bellas Artes (OCBA), la Philarmonia Orchestra de MSM, la Jazz Philarmonic, miembros de la Orquesta Checa Filarmónica, entre otros. Su ópera titulada Inmigrante ilegal o Illegal Alien, ha recibido reconocimiento internacional comenzando por la Boston Metro Opera (BMO), quien le concedió el premio de lucha por una causa, por lo que también se le ha descrito como un compositor artivista. 
Molina también ha sido comisionado por la Universidad de Nueva York y ha tenido numerosos trabajos colaborativos con coreógrafos, compañías del teatro y cineastas. Algunos de sus trabajos incluyen las bandas sonoras de películas y documentales independientes como De nadie, ganador del Premio de la Audiencia en Sundance , y de "La Patrona" Selección oficial en Cannes.

## Formación musical
Molina realizó sus estudios de posgrados en composición con el doctor Rudolph Palmer y David Tcimpidis en el Conservatorio de Mannes, The New School en Nueva York y su maestría en la Escuela de Música de Manhattan (Manhattan School of Music) con Richard Danielpour y Marjorie Merryman. 
Otros estudios incluyen estudios con Samuel Zyman de Juilliard y Ladislav Kubik de FSU. Molina también cuenta con un doctorado 
por parte de la Universidad de Arizona, en donde estudió con Daniel Asia y un màsters de parte de la Escuela Superior de Música de Cataluñaen donde estudió con Luis Vergés y Albert Guinovart.

## Premios nacionales e internacionales
- Sistema Nacional de Creadores de Arte (SNCA). 2022-2025
- Broadway World Awards DC  Best Musical and Best New Musical 2024
- Beca Fundación Carolina (FC), para estudios en el extranjero y residencia artística en Barcelona.
- Grant ASCAP Columbia University Film Scoring Workshop.
- Beca estudios en el extranjero Fondo Nacional De la Cultura y Las Artes (FONCA-CONACYT)
- Beca artistas con trayectoria PECDA (Programa de estímulo para la creación y desarrollo artístico)
- Beca Jóvenes creadores Fondo Estatal Para la Cultura y Las Artes (FECAS)
- Boston Metro Opera (BMO)"Advocacy Award"
- Premio de la audiencia Sundance por ópera prima
- Premio Ariel en México para mejor documental
- Estímulo fiscal para la cultura y las artes de Sonora (EFICAS).

## Obra selecta

### Cuarteto de cuerdas
- Huapango ecléctico y dos danzas, cuarteto de cuerdas No.1 (2008)
- Bulería sintética y dos danzas híbridas, cuarteto de cuerdas No.2 (2021)

### Orquesta
- Fractal para orquesta (2019)
- Luvina, ballet corto para orquesta de cámara (2015)
- Danzas itinerantes para orquesta (2010)

### Música de cámara
- Corridos y relatos mexicanos, para barítono, contrabajo y piano (2024)
- Corazón de naranja cada día,Homenaje a Abigael Bohórquez, ciclo de canciones en formato de mini-ópera para percusión y piano (2016)
- Continuum para violín y piano (2017)
- Hexaedro para violín y piano (2015)
- Abstracción, para dos pianos (2020)
- Homenaje al monumento Jan Hus, para piano Trío (2011)
- Trombón solo, tocado en tres movimientos continuos (2011)
- Apologías del desierto para guitarra (2020)
- Silogismo para guitarra (2009)

### Medios electrónicos
- Mazoyiwua y Chapayeka, para piano preparado y sonidos electrónicos (2013)
- Discurso y orquesta imaginaria para sonidos electrónicos y tape (2009)

### Óperas
- Inmigrante ilegal/Illegal Alien (2014)
- Cartuchos de Fuego/Fire Cartridges (2020)
- La estela invisible de Halley|Halley's Invisible Wake (2021)

### Bandas sonoras
- De nadie: morir cruzando (Border Crossing)
- Proof of Birth
- Half Empty
- Stars in Still Water
- Appearance

### Musicales
- Monarch, A Mexican-American Musical (2022)
- Puro Mexicoamericano, A Spanglish Musical (2024)